# 참여경제
참여경제 또는 참여형 경제(Participatory economics)는 파레콘(Parecon)으로 축약되며 사회 할당을 위한 주요 경제 메커니즘으로서 참여적 의사결정을 기반으로 하는 경제체제이다. 이 시스템에서 의사결정의 발언권은 개인이나 집단에 미치는 영향에 비례한다. 참여경제는 생산수단의 집단적 소유를 포함하는 사회주의 분산형 계획경제의 한 형태이다. 이는 현대 자본주의와 중앙집권적 계획에 대한 대안으로 제안되었다. 이 경제 모델은 주로 정치 이론가 마이클 앨버트(Michael Albert)와 경제학자 로빈 하넬(Robin Hahnel)과 연관되어 있는데, 그는 참여 경제학을 무정부주의 경제 비전으로 묘사한다.
파레콘이 추구하는 기본가치는 형평성, 연대성, 다양성, 노동자 자주 경영, 효율성(가치 있는 자산을 낭비하지 않고 목표를 달성하는 것으로 정의), 지속가능성이다. 파레콘 제도에는 의사결정을 위한 자기 관리 방식을 활용하는 근로자 및 소비자 협의회, 균형 잡힌 업무 단지, 개인 노력에 따른 보상, 광범위한 분산 계획 등이 포함된다. 파레콘에서 자기관리는 경제적 자유에 대한 주류 개념을 대체하는 것으로, Albert와 Hahnel은 이 개념의 매우 모호함으로 인해 자본주의 이데올로기에 의해 남용될 수 있다고 주장한다.
앨버트와 하넬은 참여경제학이 1917년 러시아 혁명, 1936년 스페인 혁명, 그리고 때때로 남미에서 다양한 정도로 실행되었다고 주장한다.

## 같이 보기
- 아나르코생디칼리슴
- 협동조합
- 경제민주주의
- 머레이 북친
- 참여 민주주의
- 사회 정의